# 維珍鐵路
維珍鐵路（英語：Virgin Trains）是英國的鐵路營運公司之一，外界多視之屬維珍集團的子公司，但其股權則分別由維珍集團及捷達集團（Stagecoach Group）以51:49方式共同持有。
公司於1990年中期為配合英鐵民營化而成立，並於1997年投得橫貫國家路線（Cross Country Route）及西岸幹線（West Coast Main Line）的專營權，營運方面則再分為兩間子公司負責。
現時公司的載客車輛全為電力及柴油動車組，而柴油機車則作救援遇事列車之用。

## 路線

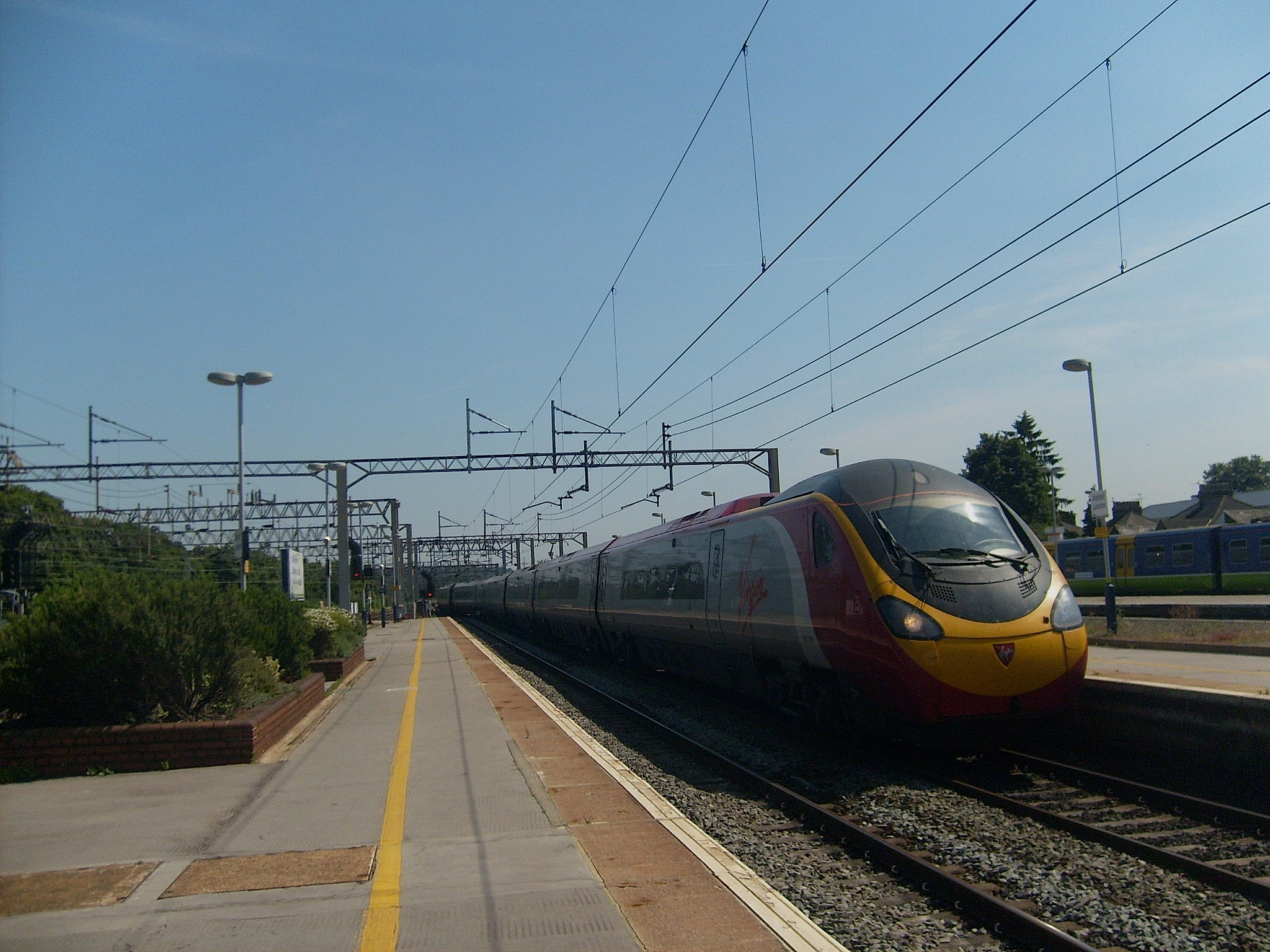
英铁390型电力动车组001号维珍先锋 到达Watford Junction

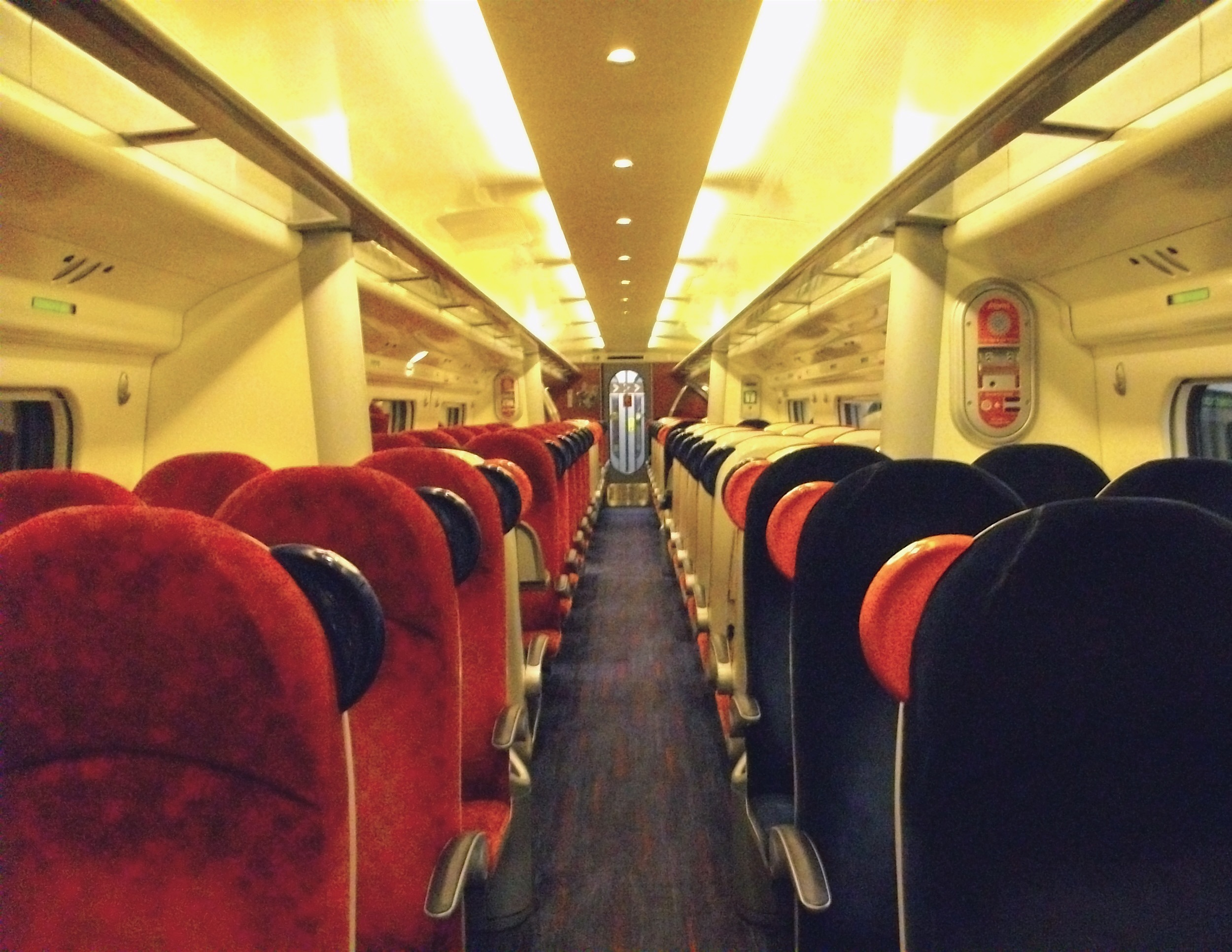
英铁390型电力动车组Pendolino的标准仓

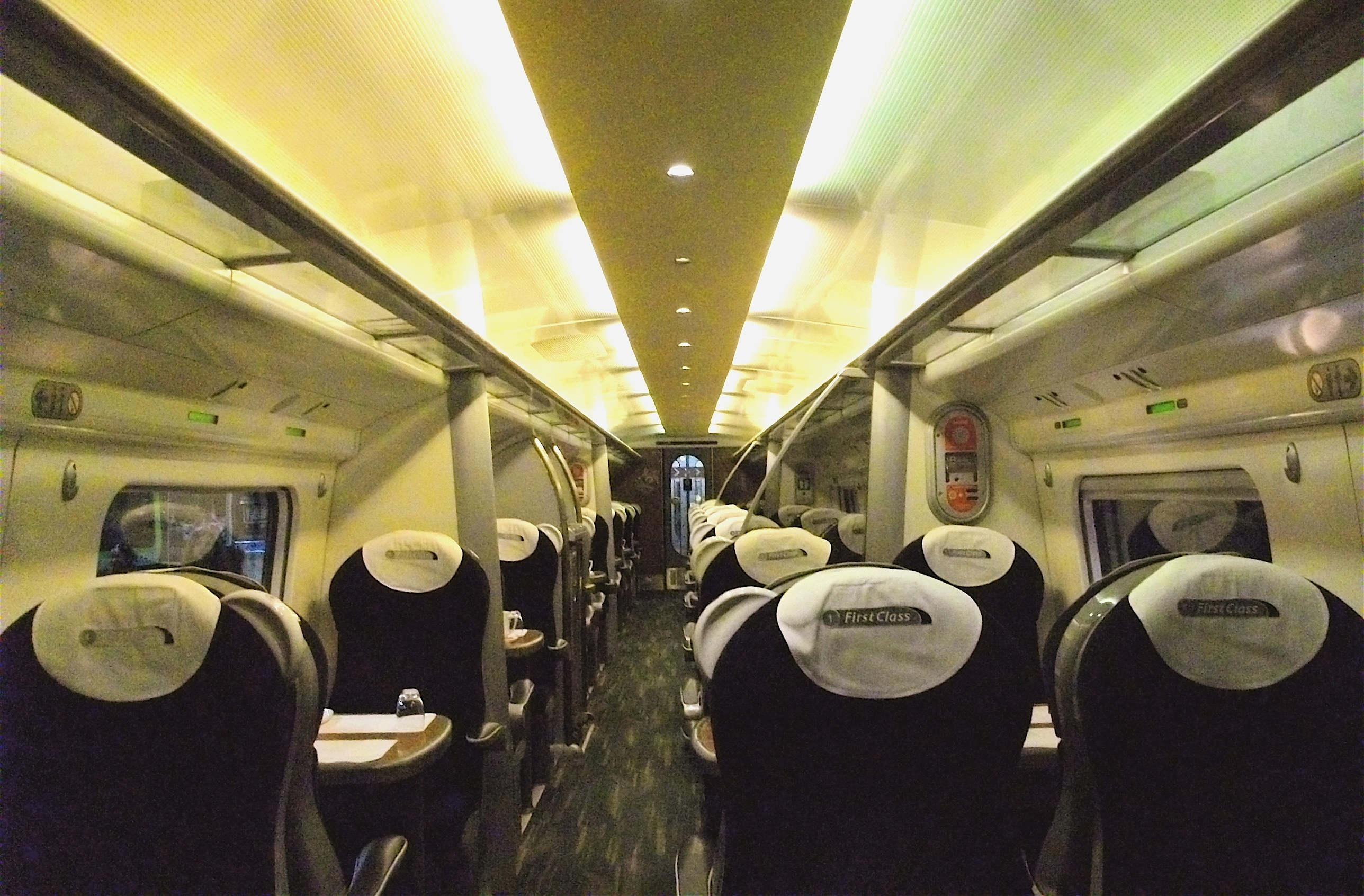
英铁390型电力动车组Pendolino的头等舱

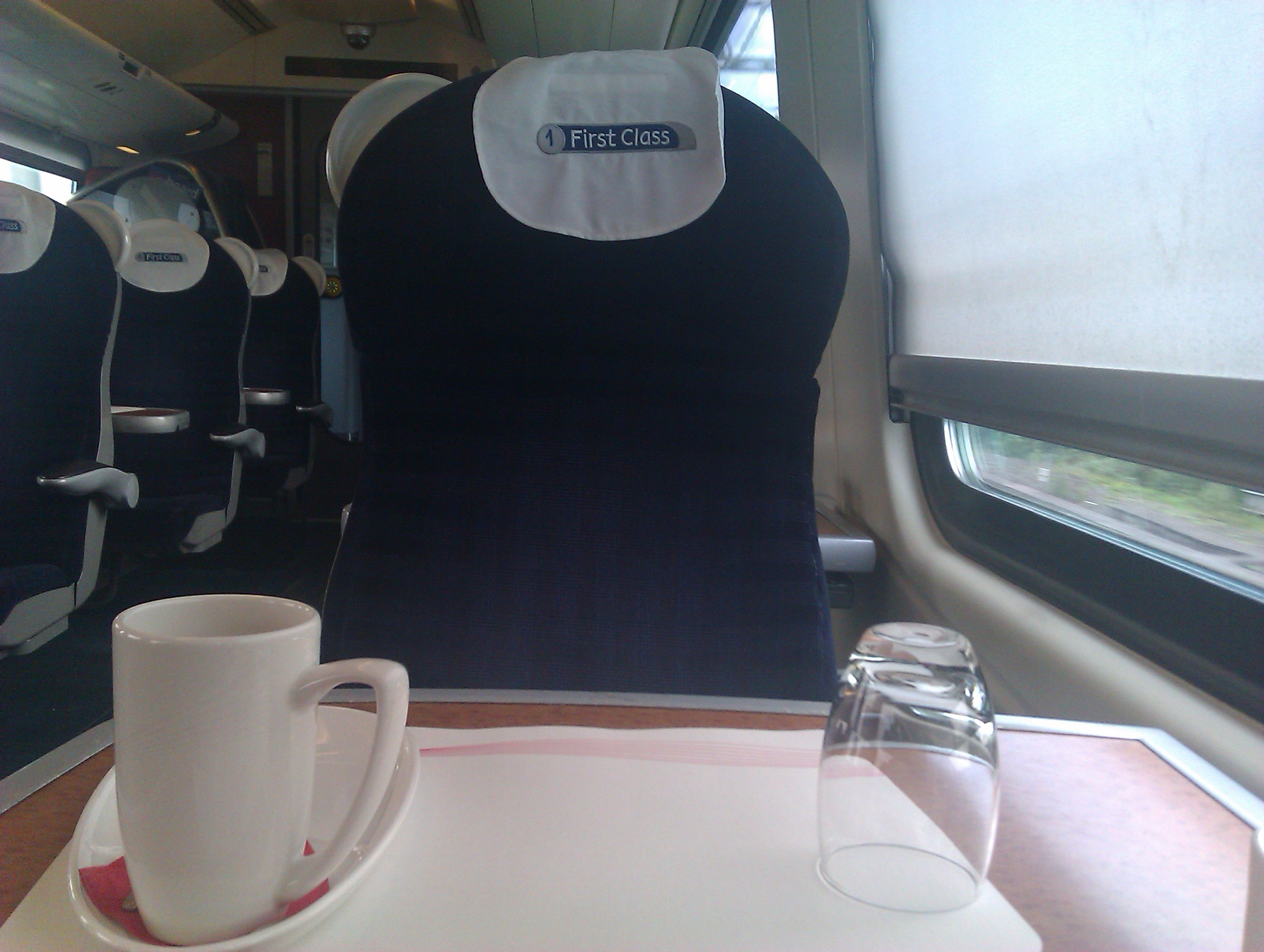
英铁221型柴油动车组Super Voyager的头等舱

維珍鐵路的樞紐車站是倫敦尤斯頓站，而第二樞紐車站是伯明翰新街站（Birmingham New Street）。
|   | 路線                                                   | 行駛列車            |
| - | ------------------------------------------------------ | ------------------- |
| A | 倫敦尤斯頓車站至伯明翰新街車站                         | 英鐵390型電力動車組 |
| B | 倫敦尤斯頓車站至曼徹斯特皮卡迪利站                     | 英鐵390型電力動車組 |
| C | 倫敦尤斯頓車站至利物浦萊姆街站                         | 英鐵390型電力動車組 |
| D | 倫敦尤斯頓車站至切斯特站、霍利希德站及雷克斯漢姆總車站 | 英铁221型柴油动车组 |
| E | 倫敦尤斯頓車站至格拉斯哥中央车站                       | 英鐵390型電力動車組 |
| F | 伯明翰新街車站至格拉斯哥中央车站                       | 英铁221型柴油动车组 |

## 表現
根據英國運輸部的鐵路管理辦公室所統計，2001年至2006年維珍鐵路的準時程度比其他交通運營者低。但根據維珍鐵路官方網站的統計，在2011年維珍鐵路的準時程度漸漸回升。

維珍鐵路（越野線及西岸幹線）過去數年的PPM MAA值如下：
| 財政年度 | 西岸幹線 | 越野線 |
| -------- | -------- | ------ |
| 2002年度 | 68.7%    | 62.5%  |
| 2003年度 | 73.5%    | 61.7%  |
| 2004年度 | 74.8%    | 72.2%  |
| 2005年度 | 72.1%    | 77.8%  |
| 2006年度 | 83.5%    | 80.9%  |
| 2007年度 | 86.0%    | 83.9%  |
| 2008年度 | 86.2%    | 不適用 |
| 2009年度 | 80.0%    | 不適用 |
| 2010年度 | 84.6%    | 不適用 |
| 2011年度 | 86.6%    | 不適用 |

## 事故
在2007年2月23日，一列E線列車由倫敦尤斯頓開往格拉斯哥車站途中在Oxenholme附近出軌，事件造成1死88傷。

## 退出西海岸幹線營運
2016年11月，英國交通部（DfT）宣佈，西海岸城際特許經營權將被西海岸夥伴特許經營權（WCP）取代。WCP的主要變化是納入了預計于2026年通車的High Speed 2（HS2）高速鐵路服務。因此，DfT要求投標者具有運營高速列車和相關基礎設施的經驗。
2017年6月，DfT宣佈三組競標者已入圍競標特許經營權：
- 英國第一集團（70%） /意大利列車（30%）
- 港鐵公司（75%）/廣深鐵路公司（25%）
- 捷達集團（50%） /法國國家鐵路公司（30%） /維珍集團（20%）

2019年4月，英國交通部宣布由於捷達集團大幅更改標書有關員工退休金方面條款，其西海岸夥伴特許經營權競標資格遭到取消。2019年8月，交通部宣布經營權由英國第一集團和意大利列車率領的財團( Avanti West Coast )投得並將會於同年12月8日起接手。最後一班維珍鐵路營運的列車於2019年12月7日21:42 由倫敦尤斯頓火車站開往伍爾弗漢普頓站並於23:45 抵達。

## 使用車輛
- Class 08
- Class 57/3
- 英鐵221型柴油动车组 - (Class 221 Super Voyager)
- 英鐵390型電力動車組 - (Class 390 Pendolino)
- 英鐵90型電力機車 - (Class 90)
- Mark 3 Coach

## 外部連結
- 維珍鐵路 （页面存档备份，存于） （英文）